# Francesco Carpino
Francesco Carpino (Palazzolo Acreide, 18 de maio de 1905 - Roma, 5 de outubro de 1993) foi um cardeal católico romano e arcebispo de Palermo.

## Biografia
Ele nasceu em Palazzolo Acreide, na Sicília, Itália, como o terceiro dos cinco filhos de Salvatore Carpino, que era o proprietário de uma pequena propriedade rural. Foi educado no Seminário de Noto de 1914 a 1919. Continuou em 1926, estudando no Pontifício Seminário Romano de Roma, onde obteve doutorado em filosofia e teologia e licenciou-se em direito canônico . Ele retornou à sua diocese em 1926 e tornou-se professor no seminário local, até alcançar a idade canônica para a ordenação sacerdotal . Ele recebeu o diaconado em 29 de junho de 1927 e foi ordenado em 14 de agosto de 1927.

## Sacerdócio
Depois de sua ordenação, trabalhou no ministério pastoral na diocese de Noto e como membro do corpo docente de seu seminário de 1927 a 1929. Ele foi nomeado no mesmo ano professor de teologia sacramental no Pontifício Lateranense Ateneu, onde permaneceu até 1951. Durante sua Em Roma, ele trabalhou no ministério pastoral, bem como em várias congregações da Cúria Romana . Ele foi criado Privy Chamberlain de Sua Santidade em 27 de abril de 1939.

## Episcopado
O Papa Pio XII nomeou-o arcebispo titular de Nicomédia e Arcebispo coadjutor de Monreale em 11 de fevereiro de 1951. Ele sucedeu à sede metropolitana de Monreale em 23 de agosto daquele ano. Em 1961, foi nomeado arcebispo titular de Sardica e nomeado secretário do Sacro Colégio de Cardeais em 25 de outubro de 1961, sendo secretário do Conclave de 1963. Foi conselheiro da Pontifícia Comissão Preparatória do Concílio Vaticano II de 1961 a 1964. Participou do Concílio Vaticano II. Papa Paulo VI nomeou-o Pro-Prefeito da Congregação para o Culto Divino e a Disciplina dos Sacramentos em 7 de abril de 1967.

## Cardinalizado
Ele foi criado e proclamado Cardeal-Sacerdote de Santa Maria Auxiliadora na Via Tuscolana (uma diácona elevada pro hac vice ao título) no consistório de 26 de junho de 1967 pelo Papa Paulo VI. Nesse mesmo dia foi nomeado arcebispo de Palermo. Ele renunciou ao governo da arquidiocese em 1970. Ele explicou que uma arquidiocese com muitos problemas pastorais difíceis precisava de um jovem arcebispo para preparar programas a longo prazo. Ele foi nomeado cardeal bispo do título da subprefeitura de Albano em 27 de janeiro de 1978. Participou dos conclaves eleitos Papa João Paulo I e Papa João Paulo II em agosto e outubro. Ele perdeu o direito de participar de qualquer conclave futuro quando completou 80 anos de idade em 1985.
Ele morreu em 5 de outubro de 1993 em Roma. Sua missa fúnebre, presidida pelo Papa João Paulo II e concelebrada por trinta cardeais e numerosos bispos e arcebispos, teve lugar na basílica patriarcal do Vaticano, às 17h30 do dia 7 de outubro de 1993. O corpo do cardeal foi levado a Monreale em 8 de outubro e transferido para Palermo, onde aconteceu outro funeral naquela catedral celebrada por Salvatore Cassisa, arcebispo de Monreale, e o cardeal Salvatore Pappalardo, arcebispo de Palermo, e quase todos os bispos da Sicília. Depois do funeral em Palermo, o corpo foi levado a Palazzolo Acreide e uma missa de requiem foi celebrada na igreja de San Paolo por Giuseppe Costanzo, arcebispo de Siracusa, antes do enterro no túmulo de sua família. Em 14 de setembro de 1998, os restos mortais foram transferidos para a catedral metropolitana de Palermo.